# 道富公司

道富公司（State Street Corporation）是美國的一家金融企業，總部位於波士頓林肯街一號大樓。該公司的前身聯盟銀行（Union Bank）成立於1792年。道富公司是美國現存銀行中歷史第二悠久的，總資產在美國銀行中排名第15位。道富公司是世界最大的資產管理公司之一，也是世界第二大基金託管銀行，提供全面的證券服務。。2021年，道富公司在財富500強排行榜上位列第252位。